# Послідовники
Послідовники (англ. The Following) — американський драматичний телесеріал, який створив Кевін Вільямсон. Режисеруванням спільно займалися компанії Outerbanks Entertainment і Warner Bros. Television.
У першому сезоні колишній агент ФБР Раян Гарді (Кевін Бейкон) намагається допомогти у перезахопленні серійного вбивці Джо Керролла, одночасно коли створений Керроллом культ викрадає Керроллового сина від його колишньої дружини та надсилає світу повідомлення від Керролла. Другий сезон представляє небогу Гарді, як допомагає у знаходженні Керролла, після імітування його смерті та зтикання з новим культом.
Серіал транслювався на платному телеканалі Fox. У перших двох сезонах знімалися Кевін Бейкон та Джеймс П'юрфой у головних ролях, а також Шон Ешмор, Наталі Зі та Велорі Керрі. Прем'єра першого сезону, який складався з 15 епізодів, сталася 21 січня 2013 року та завершилася 29 квітня 2013 року. 4 березня 2013 р., серіал подовжено на другий сезон, прем'єра якого сталася 19 січня 2014 р., а остання версія сезону вийшла 28 квітня 2014 року. Про подовження серіалу на третій сезон стало відомо 7 березня 2014 р., а сезон розпочався 2 березня 2015 року. 8 квітня 2015 року, Fox скасував Послідовників після трьох сезонів. Найостанніший епізод показано 18 травня 2015 р.

## Огляд
Перший сезон Послідовників обертається довкола колишнього агента ФБР Раяна Гарді (Кевін Бейкон) та його спроб перезахоплення серійного вбивці Джо Керролла (Джеймс П'юрфой), після втечі Джо з в'язниці. Незабаром Гарді дізнається що Керролл зібрав коло себе групу однодумців, яких він зустрів під час викладацької діяльності та сидіння у в'язниці, перетворивши їх на культ убивць-фанатиків, включаючи його праву руку, Емму Гілл Hill (Велорі Керрі). Коли Керроллового сина, Джої Метт'юса (Каїл Кетлетт), викрали послідовники його батька, агенти Майк Вестон (Шон Ешмор), Дебра Паркер (Енні Пері), і решта команди ФБР виявляють, що це був перший крок Керроллового плану для втечі з-під варти, приниження Гарді та возз'єднання зі своє колишньою дружиною Клеїр Метт'юс (Наталі Зі).
Другий сезон центрується довкола нового культу, який очолювали Лілі Ґрей (Конні Нільсен) та її сини-близнюки Марк і Люк Ґреї (обох відіграв Сем Андервуд), коли вони почали робити публічні заяви, аби виманити Керролла з укриття, водночас як усі вважали його померлим. Вестон перезалучився до співпраці з ФБР спеціальною агенткою Мендез (Валері Круз) та почали пошук нового культу, тоді як Гарді зі своєю небогою Макс Гарді (Джессіка Стровп) мають свої плани щодо вистеження культу та Керролла, якщо він й насправді живий.
Третій сезон демонструє життя Гарді після Керроллового арешту, і показує поліпшення життя Раяна. Він має подружку та близькі стосунки зі своєю небогою. Вестон йде іншим шляхом і намагається вистежити та вбити Марка Ґрея. Керролл знаходиться у камері смертників, чекає на здійснення смертельної кари, але грає важливу роль у сезоні. З'являється інший серійний вбивця, такий же небезпечний і здібний як Джо Керролл.

## Знімальний склад та персонажі

### Головний знімальний склад
- Кевін Бейкон у ролі Раяна Гарді, колишнього агента ФБР, якого викликали допомогти у захопленні Джо Керролла, який утік з в'язниці, а його культ почав розгортатися.
- Jeananne Goossen у ролі Дженніфер Мейсон, агентка ФБР, яку замінили Деброю Паркер після пілотного епізоду.
- Наталі Зі у ролі Клеїр Метт'юс (сезони 1–2), колишня дружина Джо Керролла, яка також мала стосунки з Раяном Гарді.
- Енні Пері у ролі Дебри Паркер (сезон 1), очільниця розвідування стосовно Джо Керролла та його культу.
- Шон Ешмор у ролі Майка Вестона, молодий агент ФБР, який згодом має романтичні стосунки з Раяновою небогою, Макс.
- Велорі Керрі у ролі Емми Гілл, (сезони 1–2), послідовниця і коханка Джо Керролла.
- Ніко Торторелла у ролі Джейкоба Веллса (сезон 1), один з послідовників Керролла та який романтичний потяг до Емми та Пола.
- Адан Канто у ролі Пола Торреса (сезон 1), один з послідовників Джо, який близько працював з Джейкобом та Еммою
- Кайл Кетлетт у ролі Джої Метт'юса (сезон 1), син Джо Керрола та Клеїр Метт'юс
- Меггі Ґрейс у ролі Сари Фуллер, останньої жертви Джо перед його арештом
- Джеймс П'юрфой у ролі Джо Керролла, колишнього професора, який став очільником культу та вбивцею
- Сем Андервуд у ролі Люка та Марк Ґрея (сезони 2–3), психопатичні сини-близнюки Лілі
- Джессіка Стровп у ролі Макс Гарді (сезони 2–3), небога Раяна Гарді та детективка NYPD
- Тиффані Бун у ролі Менді Ленґ (сезон 2), дочка Джуді, шанувальниця та близька наче дочка особа для Джо Керролла
- Конні Нільсен у ролі Лілі Ґрей (сезон 2), очільниця культу, прихильниця Керролла, матір Люка і Марка
- Зулеїха Робінсон у ролі Ґвен (сезон 3), операційна лікарка та подружка Раяна Гарді
- Ґреґґ Генрі у ролі Артура Штравса (періодично у сезоні 2; одна зі значних ролей у сезоні 3), лікар та вчитель Джо Керрола, який навчив його вбивати
- Майкл Їлі у ролі Тео Нобла (сезон 3), послідовник лікаря Штравса та геніальний гакер, Штравс уважав його своїм найкращим учнем

### Другорядний знімальний склад
- Джон Лафаєтт у ролі Скотта Тернера (сезони 1–3), голова Маршалового відділу, який бере участь у розслідуванні злочинів культу Джо Керролла, а пізніше надає захист Клеїр Метт'юс
- Ефтон Вільямсон у ролі Гелі Меркурі (сезон 1, також з'являється у сезоні 3), власниця онлайнового фетишового сайту, яка допомагає Раянові Гарді у відстеженні Джо Керролла та послідовників Марка Ґрея
- Велері Круз у ролі Джини Мендез (сезони 2–3), агентка ФБР, яка очолює розслідування стосовно Джо Керролла та створення нових культів, які з'явилися через рік можливої смерті Джо Керролла
- Майк Колтер у ролі Ніка Донована (сезони 1 та 3), агент ФБР, який взяв командування над командою ФБР з початку другої утечі Джо Керролла з в'язниці
- Фелікс Соліс у ролі Джеффа Кларка (сезони 2–3), спеціальний агент ФБР та прямий зв'язок Раяна Гарді з директором ФБР

## Виробництво

### Концепція
Кевін Вільямсон приніс Послідовників до Fox, аніж до іншої компанії бо це "дім його найулюбленішого телесеріалу, 24". Порівнюючи Гарді з Джеком Бауером, він охарактеризував персонажа, як такого, хто «ладен померти рятуючи момент» і «[несе] тягар кожної жертви на своїх плечах».
Вільямсон знав, що хоче створити телесеріал, який би був контроверсійним та кривавим. Коли у Джо Ерлі спитали щодо вмісту серіалу, він відповів що працівники каналу відчували на собі тиск, аби залучити велику кількість людей для знімання серіалу, яка дорівнює широкому контекстові та інтенсивності сценарію.

### Написання сценарію
To slip gory scenes past the Standards and Practices department at Fox Broadcasting, Williamson explained, «There are tricks… Okay, in the same episode there's an actor cutting someone in the jugular, and you're harping on the sex scene? So I sent a little email to [Fox Entertainment chairman] Kevin Reilly, and within 15 minutes the broadcast-and-standards people were like, 'It's okay'».

### Кастингування
Вільямсон у знімальному складі хотів «жорсткого хлопця з елементом м'якості» у ролі Раяна Гарді та сказав своєму агентові, що він підшукав для ролі когось на кшталт Кевіна Бейкона. Коли ж агент запропонував самого Бейкона, Вільямсон з'ясував що Бейкон впродовж останніх чотирьох років намагається знайти телесеріал, у якому б він хотів працювати. Бейкон описав своє приваблення до ролі як аналізування шляху, зосередженого на ситуаціях життя та смерті. Jeananne Goossen брала участь у пробах на роль агентки ФБР Дженніфер Мейсон, у пілотному епізоді, але її роль переробили, а в наступних епізодах її персонажа переписали та замінили спеціальною агенткою Деброю Паркер, роль якої відіграла Енні Перісс.

### Знімання
Фінальні сцени першого сезону у маяку знято в Fire Island Lighthouse, на острові Фаїр Айленд, Нью-Йорк.

## Сприйняття

### Рейтинги
Включаючи інші цифрові джерела, прем'єрний епізод переглянуло 20.34 мільйона глядачів.
| Сезон | Часовий проміжок (ET) | Кількість епізодів | Початок        | Початок              | Закінчення     | Закінчення           | ТБ сезон | Загальне місце | 18–49 місце | Переглядів разом |
| Сезон | Часовий проміжок (ET) | Кількість епізодів | Дата           | Глядачів (мільйонів) | Дата           | Глядачів (мільйонів) | ТБ сезон | Загальне місце | 18–49 місце | Переглядів разом |
| ----- | --------------------- | ------------------ | -------------- | -------------------- | -------------- | -------------------- | -------- | -------------- | ----------- | ---------------- |
| 1     | Понеділок 9:00 вечора | 15                 | 21 січня 2013  | 10.42                | 29 квітня 2013 | 7.82                 | 2012–13  | #22            | #9          | 11.87            |
| 2     | Понеділок 9:00 вечора | 15                 | 19 січня 2014  | 11.18                | 28 квітня 2014 | 4.81                 | 2013–14  | #45            | #22         | 8.21             |
| 3     | Понеділок 9:00 вечора | 15                 | 2 березня 2015 | 4.86                 | 18 травня 2015 | 3.05                 | 2014–15  |                |             |                  |

### Сприйняття критиків
Перший сезон Послідовників отримав 62/100 балів на сайті Metacritic, які засновані на 32 відгуках.
Роберт Б'янко з USA Today, високо оцінив серіал, назвавши його «один з найжорстокіших, і певно найжахливіших серіалів, які створювали комерційні телевізійні мережа, „додавши“, що певні сюжетні повороти мають неправдоподібний вигляд, а інші зашаржованими або феєричними. Деяка неправдоподібність йде з жанром горор/саспенс, і [Кевін] Вільямсон є майстром у цьому — без питань, що поранений [Кевін] Бейкон і жорстокий [Джеймс] П'юрфой відіграли свої ролі дуже добре.»
Кен Текер з Entertainment Weekly сказав: «Найслабкішою частиною The Following є те, що Керролл був викладачем, який зачаровував студентів лекціями про Торо, Емерсона і найбільше Едгара Аллана По.» Він додав: «Найсильніші драматичні елементи заміщені цим недоопрацюванням. Гра Бейкона та П'юрфоя настільки чесна, що Послідовники швидко перевершили Мовчання ягнят. З початку зосередження на Керролловому кримінальному культові, серіал стає по-справжньому потужним, а сучасні варіації вбивств у стилі Чарлза Менсона по-справжньому страшні.»
Ненсі Девулф з Wall Street Journal вважає серіал «ліпшим та гіршим за фільми, де молоді люди гинуть настільки „реалістично“, що це викликає сміх у глядачів», додавши: «У серіалі присутній певний саспенс, навіть якщо його досягають насиллям, він „хворий“ та швидкий. Але серіал все ж відчувається млявим. Чи причина цьому кліше серійного вбивці?»
Генк Стювер з The Washington Post назвав серіал «шаблонні, безпричинно жорстокі вправи у стильніших Американських горор-історіях.» Він додав, «Серіал сповнений мелодраматичними висліджуваннями, які ви бачити знову й знов.»
Алессандра Стенлі з The New York Times сказала що серіал «важко вимкнути, а ще важче — дивитися», і що «переважно через ту, що він „сірий“ і нещадно страшний, Послідовники пропонує сприятливіше відображення жорстокості, аніж серіали, які використовують гумор для тамування горору — і тому тривіалізують їх.»

### Номінації та нагороди
| Рік  | Захід                  | Категорія                       | Номіновано     | Результат |
| ---- | ---------------------- | ------------------------------- | -------------- | --------- |
| 2013 | 39th Saturn Awards     | Найкращий телесеріал            | Послідовники   | Номінація |
| 2013 | 39th Saturn Awards     | Найкращий телеактор             | Кевін Бейкон   | Перемога  |
| 2014 | People's Choice Awards | Найкращий драматичний телеактор | Кевін Бейкон   | Номінація |
| 2014 | 40th Saturn Awards     | Найкращий телесеріал            | Послідовники   | Номінація |
| 2014 | 40th Saturn Awards     | Найкращий телеактор             | Кевін Бейкон   | Номінація |
| 2014 | 40th Saturn Awards     | Найкращий другорядний телеактор | Джеймс П'юрфой | Номінація |

### Транслювання
Серіал транслювався у Канаді за допомогою системи CTV. Третій сезон транслювався в Канаді транслювався на сервісі Bravo. Міжнародний показ здійснювали компанії: Nine Network в Австралії, TF1 у Франції, Warner Channel у Латинській Америці, SABC 3 у Південній Африці, Jack City у Філіппінах, Canal+ і TVN7 у Польщі, FOX in Португалії, Sky Atlantic у Великій Британії, Caracol Television у Колумбії та ICTV в Україні.